# Danki I
Danki I est une localité du Cameroun située dans l'arrondissement de Bogo, le département du Diamaré et la région de l’Extrême-Nord. 

## Population
En 1975, la localité comptait 73 habitants, des Peuls.
Lors du recensement de 2005, on y a dénombré 106 personnes, dont 56 hommes et 50 femmes.